# Lithosia formosicola
Lithosia formosicola är en fjärilsart som beskrevs av Matsumura 1927. Lithosia formosicola ingår i släktet Lithosia och familjen björnspinnare. Inga underarter finns listade i Catalogue of Life.